# Natura 2000-område nr. 176 Krenkerup Haveskov
Natura 2000-område nr. 176 Krenkerup Haveskov er et Natura 2000-område der består af habitatområde H155 og har et areal på ca. 20 ha. Hele området syd for Krenkerup Gods ved Sakskøbing, har én privat ejer og er fredskov. Området er specielt udpeget på grundlag af en væsentlig tilstedeværelse af levesteder for den sjældne bille eremit, og Natura 2000-planens målsætninger og indsatsprogram er rettet mod beskyttelsen af denne art, der er en prioriteret art i EU, hvilket betyder, at Danmark har et særligt ansvar for at beskytte den. Bestanden af eremit i Krenkerup Haveskov er stabil, og der er ved seneste overvågning fundet spor efter arten i 37 træer i habitatområdet, og den vurderes ikke lokalt at være truet.
Natura 2000-området ligger i Vandområdedistrikt II Sjælland i vandplanomåde 2.5 Smålandsfarvandet. i Guldborgsund.

## Områdebeskrivelse
Ejeren (Krenkerup Gods) har siden 1967 ladet skoven ligge urørt i en frivillig administrativ fredning, hvilket er medvirkende til skovens urskovsagtige præg med et stort antal døde træer. Skoven rummer en af landets fineste forekomster af svampe- og insektarter med tilknytning til urørt skov samt usædvanlig mange hulrugende skovfuglearter. Disse arter er ikke på områdets udpegningsgrundlag.
Yderligere findes der i området den meget sjældne skærmelm. Skoven er domineret af løvtræs-blandingsskov med især bøg, eg, el, ask og ahorn.
Haveskoven rummer nogle af Danmarks ældste bøgetræer, der er mere end 2-300 år gamle. Den er også kendt for sine påskeliljer, der blomstrer i tusindvis i det fredede område om foråret. På en af stenhøjene i skoven findes en ruin af et gammelt tehus med spir og en række sirlige bygningsdetaljer.